# Значення розділені табуляцією
Значення розділені табуляцією (англ. tab-separated values) — це простий текстовий формат для зберігання таблиць. Кожен запис в таблиці — це рядок текстового файлу. Кожне поле запису відділяється від інших за допомогою символу табуляції — це вид більш загального формату значення розділені розділювачем.
TSV дуже простий і універсальний, забезпечує слабку зв'язність модулів (їх дуже просто замінити, не змінюючи формату спілкування між ними), тому часто використовується для обміну інформацією між різними програмами. Наприклад, між базою даних та таблицею.
TSV — альтернатива до звичного формату CSV, бо не має потреби в екрануванні символу коми всередині значень, а кома досить часто зустрічається в текстових даних.